# لويز كارفر
لويز كارفر (بالإنجليزية: Louise Carver)‏ هي ممثلة أمريكية، ولدت في 9 يونيو 1869 في الولايات المتحدة، وتوفيت في 18 يونيو 1956 بلوس أنجلوس في الولايات المتحدة.

## أعمال

### أفلام
- (1925) سبع فرص

## وصلات خارجية
- لويز كارفر على موقع IMDb (الإنجليزية)
- لويز كارفر على موقع قاعدة بيانات الفيلم (الإنجليزية)